# Sânnicolau de Munte, Bihor
Sânnicolau de Munte (maghiară Hegyközszentmiklós) este o localitate componentă a orașului Săcueni din județul Bihor, Crișana, România.

 Acest articol despre o localitate din județul Bihor este deocamdată un ciot. Puteți ajuta Wikipedia prin completarea lui.